# Предметно-мовне інтегроване навчання
Предметно-мовне інтегроване навчання (англ. Content and language integrated learning) — дидактична методика, що дозволяє сформувати лінгвістичні і комунікативна компетенція в учнів нерідною мовою у тому ж навчальному контексті, у якому у них відбувається формування загальних знань та умінь. Таким чином, використання методики передбачає вивчення немовних предметів іноземними мовами. Термін ввів Девід Марш, дослідник у галузі багатомовної освіти, у 1994 році для позначення методики викладення і вивчення загальноосвітніх предметів іноземною мовою.

## Розповсюдження
Найближчими аналогами вищезазначеної методики можна вважати канадську практику вивчення іноземної мови через занурення, або американські програми вивчення іноземної мови з опорою на зміст предмета (Content based instruction).
На сьогодні використання методики найбільш поширене у країнах Західної Європи (Бельгія, Франція, Німеччина тощо). Вищезазначену методику використовують в Іспанії, Естонії, Росії, Польщі, Латвії, Італії, Фінляндії, Чехії та інших країнах світу. Особливості реалізації методу варіюються залежно від країни.

## Моделі
Виділяють три моделі CLIL:
- м'яка (soft, language-led) — спрямована на лінгвістичні особливості спеціального контексту
- жорстка (hard, subject-led) — 50 % навчального плану предметів зі спеціальності вивчаються іноземною мовою
- часткового занурення (partial immersion) — займає проміжне положення, і використовується, коли деякі модулі з програми зі спеціальності вивчаються іноземною мовою.

## Переваги та проблеми
Використання методики CLIL у різних країнах дозволило визначити її плюси, а також певні проблеми її впровадження в навчальний процес. Серед проаналізованих позитивних сторін вищезазначеної методики слід відзначити підвищення мотивації до вивчення іноземної мови, цілеспрямованість до опановування іноземною мовою для розв'язання комунікативних задач, пріоритетність надбання умінь для спілкування іноземною мовою у професіональному контексті, занурення у штучно створене мовне середовище, засвоєння специфічних термінів, певних мовних конструкцій і розширення словникового запасу.
Складнощі впровадження методики CLIL: недостатня кількість кваліфікованих викладачів і відсутність можливості підвищення кваліфікації фахівців, складнощі при виборі матеріалів для викладання, суспільний супротив.

## Використання у педагогічній діяльності
Для вдалого проведення заняття з іноземної мови з використанням CLIL необхідні: 
- зміст навчального матеріалу, який передбачає розвиток знань та умінь з обраного (для нас бажано фахового) предмету;
- спілкування, яке передбачає використання іноземної мови для вивчення обраного предмета і навпаки;
- пізнання, яке передбачає розвиток логічного мислення, абстрактного у тому числі та уміння поєднувати отриманні знання із висловлюванням власних думок іноземною мовою;
- культура, яка передбачає розвиток альтернативних напрямків вивчення матеріалу; забезпечує порозуміння в аудиторії, що поглиблює усвідомлення студентом себе та розуміння оточення, світу загалом.

На уроках із застосуванням предметно-мовного інтегрованого навчання формуються усі навички: аудіювання, читання, говоріння та письмо. Вчителям рекомендовано утриматись від перекладу слів, ширше застосовувати демонстраційний та ілюстративний матеріал. Зазвичай учні прослуховують або читають текст з певної теми та виконують завдання до нього (заповнюють таблиці, створюють діаграми тощо). Увага фокусується не стільки на відпрацюванні граматичного матеріалу, скільки на засвоєнні лексики та розвитку комунікативних навичок з теми. що вивчається. Мова засвоюється природним шляхом, так, як вивчають її діти.
На європейському симпозіумі «The Changing European Classroom — the Potential of Plurilingual Education» в березні 2005 року, присвяченому вдосконаленню процесу забезпечення полімовності в Європі, CLIL визнано пріоритетним напрямком мовної освіти. Було проголошено необхідність забезпечення доступу молоді до CLIL на усіх рівнях освіти.